# 火車司機日記 (電影)
火车司机日记是米洛什·拉多维奇（Miloš Radović）所导演的2016年塞尔维亚电影。  本片入选为第89届奥斯卡金像奖最佳外语电影的塞尔维亚参赛作品，但未入圍。   

## 劇情
一位火车司机伊利亚（Ilija）一家三代都是火車司機，他們在工作中意外撞到了许多人。伊利亞的妻子也死在铁路上。有一天駕駛火車行駛於鐵路上時，有個小男孩因知自己被父母拋棄而逃離孤兒院想臥軌自杀；伊利亞緊急煞停列車而救了他。因此，小男孩西馬（Sima）成为他的养子。西馬日漸長大，希望成為火車司機；但基於自己的不愉快經驗，伊利亞反對，並幫西馬在鐵路局裡安排了其它工作。西馬仍然希望能駕駛火車，伊利亞漸漸改变了主意。但是后来西馬才體會到火車司機的壓力，而前輩們告訴他要撞到人才算是真正的火車司機，反而讓他更加緊張與沮喪。伊利亞於是准备牺牲自己的生命讓西馬完成他的第一次撞擊。不過在西馬駕駛的列車抵達伊利亞所在的路段前，撞上了另一位火車司機–疯子Ljuba–駕駛的汽車。电影的结尾是伊利亚坐在西馬所駕駛的火车上。

## 演員表
- 拉扎尔·里斯托夫斯基（ Lazar Ristovski）饰演伊利亞
- 彼得·科拉奇（Petar Korać）飾演西馬
- 帕维尔·埃里奇（Pavle Erić） ，飾演小時的西馬

## 获奖
在第38届莫斯科国际电影节上，本片获得了观众奖。   这部电影在2017年布拉格独立电影节获得了三项大奖，分别是大會奖，最佳男主角（Lazar Ristovski）和最佳劇情片。   